# 1960年夏季奥林匹克运动会锡兰代表团
1960年夏季奥林匹克运动会锡兰代表团是锡兰派出的1960年夏季奥林匹克运动会代表团。

## 田径
- Linus Diaz

## 拳击
- Weerakoon Dharmasiri
- Mohandas Liyanage Sumith

## 自行车
男子个人公路赛
- Maurice Coomarawel

## 游泳
- Tony Williams